# Кононенко, Матвей Прокопьевич
Матвей Прокопьевич Кононенко (27 ноября 1900, Рыбальче, Таврическая губерния — 26 октября 1977, Пятигорск, Ставропольский край) — советский военачальник, гвардии генерал-майор (22.02.1944), Краснознамёнец (1922).

## Биография
Родился 27 ноября 1900 года в селе Рыбальче. Украинец.

## Военная служба

### Гражданская война
6 марта 1918 года добровольно вступил в красногвардейский отряд Василия Дидова и воевал с ним против германских войск в Херсонской губернии. С апреля 1919 года служил в 5-м Заднепровском и 2-м ударном стрелковых полках, а с января 1920 года командовал отделением во 2-м кавалерийском полку 2-й бригады под командованием Г. И. Котовского 45-й Волынской стрелковой дивизии. В составе этих частей воевал против войск генералов П. Н. Краснова и А. И. Деникина на Южном фронте.
Весной и летом 1920 года участвовал в боях с белополяками на Юго-Западном фронте.
Осенью и зимой 1920—1921 гг. сражался с петлюровцами, бандами Грызко, Хмары, Махно, Ворончика, Маруси, Тютюнника и других на Украине, весной и летом 1921 года участвовал в подавлении антисоветского восстания А. С. Антонова в Тамбовской губернии.
За отличия в боях Кононенко был награждён орденом Красного Знамени.

### Межвоенные годы
В послевоенный период с февраля по ноябрь 1922 года Кононенко учился в дивизионной кавалерийской школе 9-й Крымской кавалерийской дивизии имени Совнаркома УССР, затем служил помощником командира и командиром взвода в 18-м кавалерийском полку 4-й кавалерийской дивизии УВО (с января 1923 г. — 3-й Бессарабской). С декабря 1923 года по апрель 1924 года учился на повторных курсах среднего комсостава при 2-м кавалерийском корпусе им. СНК УССР, затем вернулся на прежнюю должность (в сентябре 1924 г. 18-й кавалерийский полк был переименован в 15-й).
С августа 1925 года проходил обучение в Крымской кавалерийской школе в Симферополе, а с октября 1926 года — в Украинской кавалерийской школе им. С. М. Будённого в городе Первомайск. После окончания последней вернулся в 3-ю Бессарабскую кавалерийскую дивизию им. Г. И. Котовского и служил в 13-м кавалерийском полку командиром взвода и врид начальника полковой школы, командиром эскадрона и начальником хозяйственного довольствия полка, вновь начальником полковой школы. В 1930 году вступил в ВКП(б).
С мая 1935 года по август 1938 года учился в Военной академии РККА им. М. В. Фрунзе, затем был назначен начальником 1-й (оперативной) части штаба 16-й кавалерийской дивизии КОВО.
2 сентября 1940 года назначен командиром 91-го горно-кавалерийского полка ЗакВО, а в марте 1941 года переведен в ОрВО на должность командира 48-го мотострелкового полка.

### Великая Отечественная война
В начале войны подполковник М. П. Кононенко в сентябре 1941 года был командирован на учёбу в Академию Генштаба РККА имени К. Е. Ворошилова, после прохождения двухмесячных курсов в ноябре назначен командиром 36-й отдельной курсантской стрелковой бригады САВО. В декабре убыл с ней на Западный фронт и в составе 16-й армии участвовал в боях на истринском направлении. Указом ПВС СССР от 12.4.1942 Кононенко был награждён орденом Красного Знамени. Однако в том же месяце за невыполнение бригадой боевой задачи и большие потери он был арестован и находился под следствием органов НКВД. Приговором Военного трибунала Западного фронта от 12.5.1942 осужден по ст. 193-17 п. «б» УК РСФСР к высшей мере наказания — расстрелу, замененному затем 10 годами лишения свободы с отсрочкой исполнения до окончания военных действий и направлением на фронт, с понижением в воинском звании до «лейтенанта».
После осуждения состоял в резерве Военного совета Западного фронта, затем в августе назначен заместителем командира 774-го стрелкового полка 222-й стрелковой дивизии 33-й армии. В сентябре принял командование 1290-м стрелковым полком 113-й стрелковой дивизии. Постановлением Военного совета Западного фронта от 26.9.1942 за проявленные отличия в боях судимость с него была снята с восстановлением в воинском звании «подполковник».
30 сентября 1942 года Кононенко был допущен к временному командованию 17-й стрелковой дивизией, а 7 октября утвержден в ней заместителем командира. Её части вели оборонительные бои севернее Гжатска. С марта по май 1943 года подполковник Кононенко находился в госпитале по ранению, затем вновь исполнял должность зам. командира дивизии. В мае она вошла в 50-ю армию и участвовала в Орловской наступательной операции, в освобождении города Жиздра.
С 17 августа 1943 года полковник Кононенко вступил в командование 199-й стрелковой дивизией и в составе 68-й армии участвовал с ней в Смоленской, Ельнинско-Дорогобужской и Смоленско-Рославльской наступательных операциях. С 24 августа по 13 сентября находился на лечении в госпитале, затем вновь командовал 199-й стрелковой дивизией. Приказом ВГК от 25.9.1943 за отличия в боях за освобождение Смоленска ей было присвоено наименование «Смоленская».
В дальнейшем дивизия в составе 68-й, а с 5 ноября 1943 года — 5-й армий Западного фронта с перерывами вела бои под городом Орша. 16 декабря она совершила марш в район Витебска и была включена в состав 33-й армии. 30 декабря её части перешли в наступление, перерезали шоссе Витебск — Орша, отбросили противника и закрепились на рубеже Боровляны, Липовец. С января по апрель 1944 года они вели бои под городом Витебск. С 15 по 26 апреля дивизия находилась на доукомплектовании, затем была передислоцирована в район Мстиславля и включена в резерв 2-го Белорусского фронта.
С 5 июля 1944 года дивизия вошла в 49-ю армию и участвовала с ней в Белорусской, Могилёвской, Минской, Белостокской и Осовецкой наступательных операциях. За форсирование рек Проня и Днепр, прорыв сильно укрепленной обороны немцев и овладение городом Могилёв дивизия была награждена орденом Суворова 2-й ст. (10.7.1944), а за освобождение города и крепости Осовец — орденом Красного Знамени (1.9.1944).
В дальнейшем до конца года дивизия находилась в обороне по восточному берегу реки Нарев. С 14 января 1945 года её части перешли в наступление и участвовали в Восточно-Прусской, Млавско-Эльбингской и Восточно-Померанской наступательных операциях. В ходе последней дивизия отличилась при овладении городов Черск и Данциг (Гданьск). С 19 апреля по 12 июля 1945 года генерал-майор Кононенко находился на лечении в госпитале.
За время войны комдив Кононенко был пять раз персонально упомянут в благодарственных в приказах Верховного Главнокомандующего.

### После войны
С июля 1945 года состоял в распоряжении ГУК НКО.
С 27 августа 1945 года заместитель командира 60-го стрелкового Краснознаменного корпуса в Ставропольском ВО.
18 марта 1947 года гвардии генерал-майор Кононенко уволен в отставку по болезни.

## Награды
- орден Ленина (21.02.1945)[4]
- четыре ордена Красного Знамени (??.05.1922[1], 12.04.1942[5], 04.07.1944[6], 03.11.1944[4])
- орден Кутузова II степени (28.09.1943)[7]

медали в том числе:
- - «XX лет Рабоче-Крестьянской Красной Армии» (1938);
  - «За оборону Москвы» (1945)[8]
  - «За победу над Германией в Великой Отечественной войне 1941—1945 гг.» (1945)
  - «За взятие Кёнигсберга» (1945)
  - «Ветеран Вооружённых Сил СССР» (1976)

Приказы (благодарности) Верховного Главнокомандующего в которых отмечен М. П. Кононенко.
- За форсирование реки Днепр и за овладение штурмом крупным областным центром городом Смоленск — важнейшим стратегическим узлом обороны немцев на Западном направлении. 25 сентября 1943 года № 25.
- За форсирование реки Проня западнее города Мстиславль, прорыв сильно укрепленной оборону немцев, овладение районным центром Могилевской области — городом Чаусы и освобождение более 200 других населенных пунктов, среди которых Черневка, Ждановичи, Хоньковичи, Будино, Васьковичи, Темривичи и Бординичи. 25 июня 1944 года № 117.
- За овладение штурмом крупным областным центром Белоруссии городом Могилев — оперативно важным узлом обороны немцев на минском направлении, а также овладение городов Шклов и Быхов. 28 июня 1944 года № 122.
- За овладение городом Черск — важным узлом коммуникаций и сильным опорным пунктом обороны немцев в северо-западной части Польши. 21 февраля 1945 года. № 283.
- За овладение городом и крепостью Гданьск (Данциг) — важнейшим портом и первоклассной военно-морской базой немцев на Балтийском море. 30 марта 1945 года. № 319.